# Conferentie van Cannes
De Conferentie van Cannes, die duurde van 6 tot 13 januari 1922, werd belegd op initiatief van David Lloyd George en Aristide Briand, naar aanleiding van de mededeling van de Duitse regering eind 1921 dat het niet aan zijn herstelbetalingen voor 1922 zou kunnen voldoen. De conferentie was een bijeenkomst van de Geallieerde Opperste Raad. 
De VS trokken zich steeds meer terug in isolationisme en stuurden alleen een waarnemer. Naast de delegaties van de geallieerden was er een Duitse delegatie, onder leiding van Walther Rathenau, toen minister van Wederopbouw van de Weimarrepubliek. Lloyd George greep deze gelegenheid aan om het op de conferentie niet alleen over de Duitse herstelbetalingen te hebben maar ook over de algemene toekomstig economische en politieke situatie van Europa. Hij was namelijk een groot aanjager van het nieuwe internationalistische Europese systeem met zijn nieuwe internationale politieke cultuur van na de Eerste Wereldoorlog en wilde onder andere Duitsland en de Sovjet-Unie opnieuw volwaardig laten deelnemen aan de diplomatie. Hij was ook bereid de schulden van Berlijn en Moskou voor een belangrijk deel kwijt te schelden en had daarbij het plan opgevat in ruil daarvoor van de Bolsjewistische machthebbers een gedeeltelijke terugkeer naar een meer kapitalistische economie te eisen. Briand ging akkoord met de plannen van Lloyd George in ruil voor de Britse garantie dat de Frans-Duitse grens zoals vastgelegd in het Verdrag van Versailles zo zal blijven. Een aantal resoluties werden aangenomen die vooral betrekking hadden op de Sovjet-Unie; in ruil voor economische hervormingen zouden de bolsjewieken opnieuw toegelaten kunnen worden tot de Europese statenfamilie. In Cannes werd tevens vastgesteld dat er een vervolgconferentie zou komen in Genua, waarvoor zowel Duitsland als Rusland zouden worden uitgenodigd. Tot slot kreeg de Weimarrepubliek tot 31 mei uitstel voor de dat jaar te betalen herstelbetalingen.

## Gevolgen
De conferentie kwam op 13 januari tot een abrupt einde omdat het Franse parlement lucht had gekregen van de toezeggingen die Briand had gedaan in Cannes en het daar voor het grootste deel mee oneens was. De publieke opinie werd ook sterk beïnvloed door foto’s in de pers (van Lloyd George die Briand leerde golfen), die de indruk versterkten dat Briand volledig onder de plak van Lloyd George zat en niet de belangen van Frankrijk in het oog hield. Briand trad af en werd opgevolgd door Poincaré, die er heel andere ideeën wat betreft de toekomst van Frankrijk en Europa op nahield. De nieuwe Franse premier was, zoals duidelijk werd met de Parijse Ambassadeursconferentie, een voorstander van de oude methode van diplomatie bedrijven en van een sterk onafhankelijke nationalistische koers voor Frankrijk. Poincaré wilde van geen wijzigingen van het Verdrag van Versailles weten. 
Ook in het Verenigd Koninkrijk was men ontevreden met de afspraken die gemaakt waren in Cannes, maar Lloyd George wist wel in het zadel te blijven. Het Britse parlement was echter veel oplettender geworden en zou in de toekomst strenger gaan letten wat Lloyd George afsprak op conferenties, en beperkte zijn bewegingsvrijheid om toezeggingen te doen.